# 10375 Michiokuga
10375 Michiokuga è un asteroide della fascia principale. Scoperto nel 1996, presenta un'orbita caratterizzata da un semiasse maggiore pari a 2,3846266 UA e da un'eccentricità di 0,1319446, inclinata di 2,11880° rispetto all'eclittica.